# Jon Conway
Jonathan Conway, detto Jon (Media, 6 maggio 1977), è un allenatore di calcio ed ex calciatore statunitense, preparatore dei portieri del Toronto FC.